# Changan CS15
La Changan CS15 è un'autovettura prodotta dalla casa automobilistica cinese Chang'an Motors dal 2015.

## Descrizione

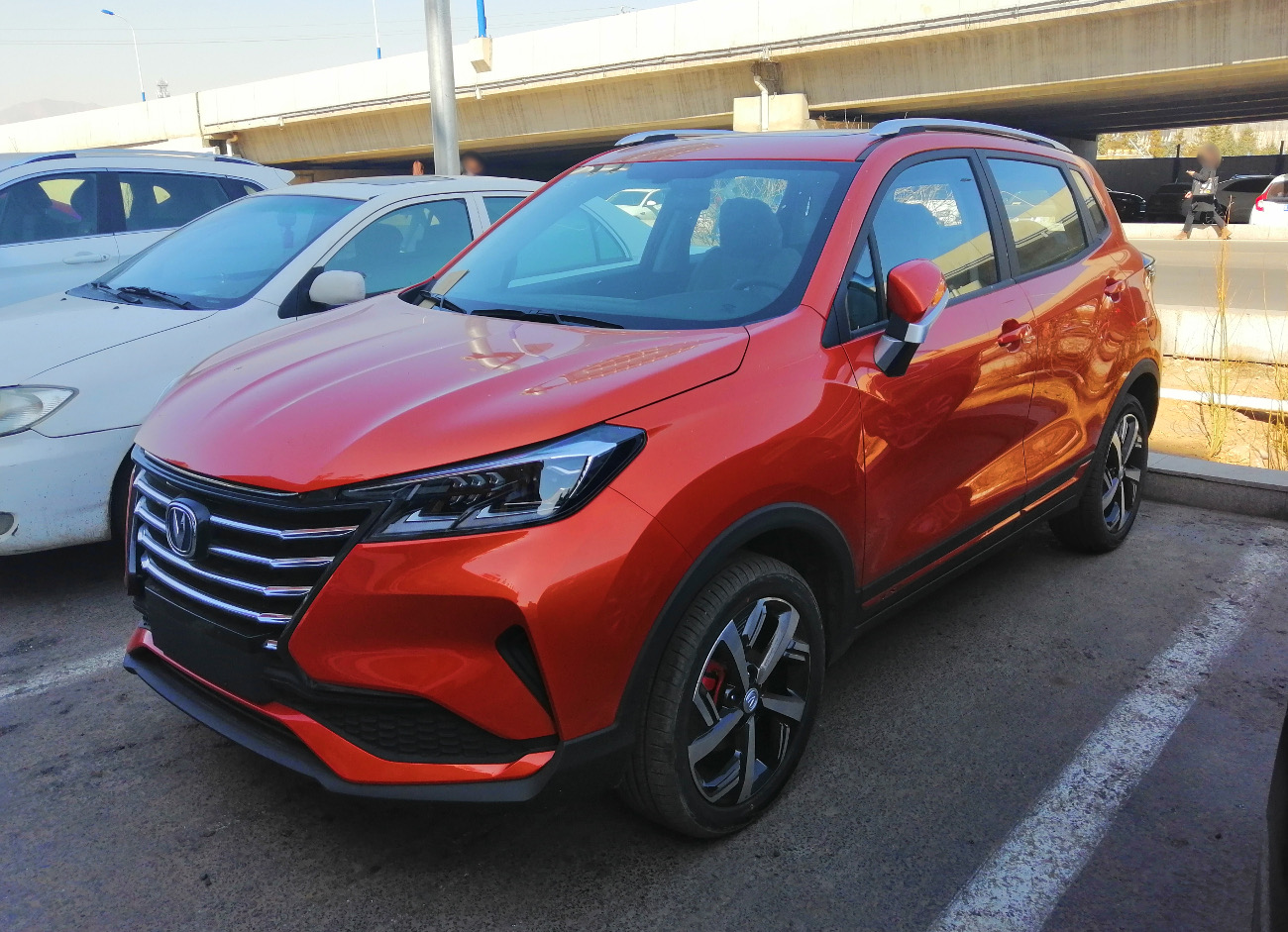
Restyling 2019

La vettura, che è un crossover compatto che va a posizionarsi sotto la Changan CS35, ha debuttato al Salone di Guangzhou 2015, con il lancio ufficiale sul mercato cinese avvenuto nel marzo 2016. La CS15 è alimentato da un motore a quattro cilindri aspirato 1,5 litri con circa 120 CV, abbinato a una trasmissione manuale o automatica a sei velocità.
La CS15 ha ricevuto un restyling nel 2019, che ha coinvolto gran parte della carrozzeria, con il frontale e la parte posteriore totalmente inediti.

## Versioni elettrificate

### Changan CS15EV

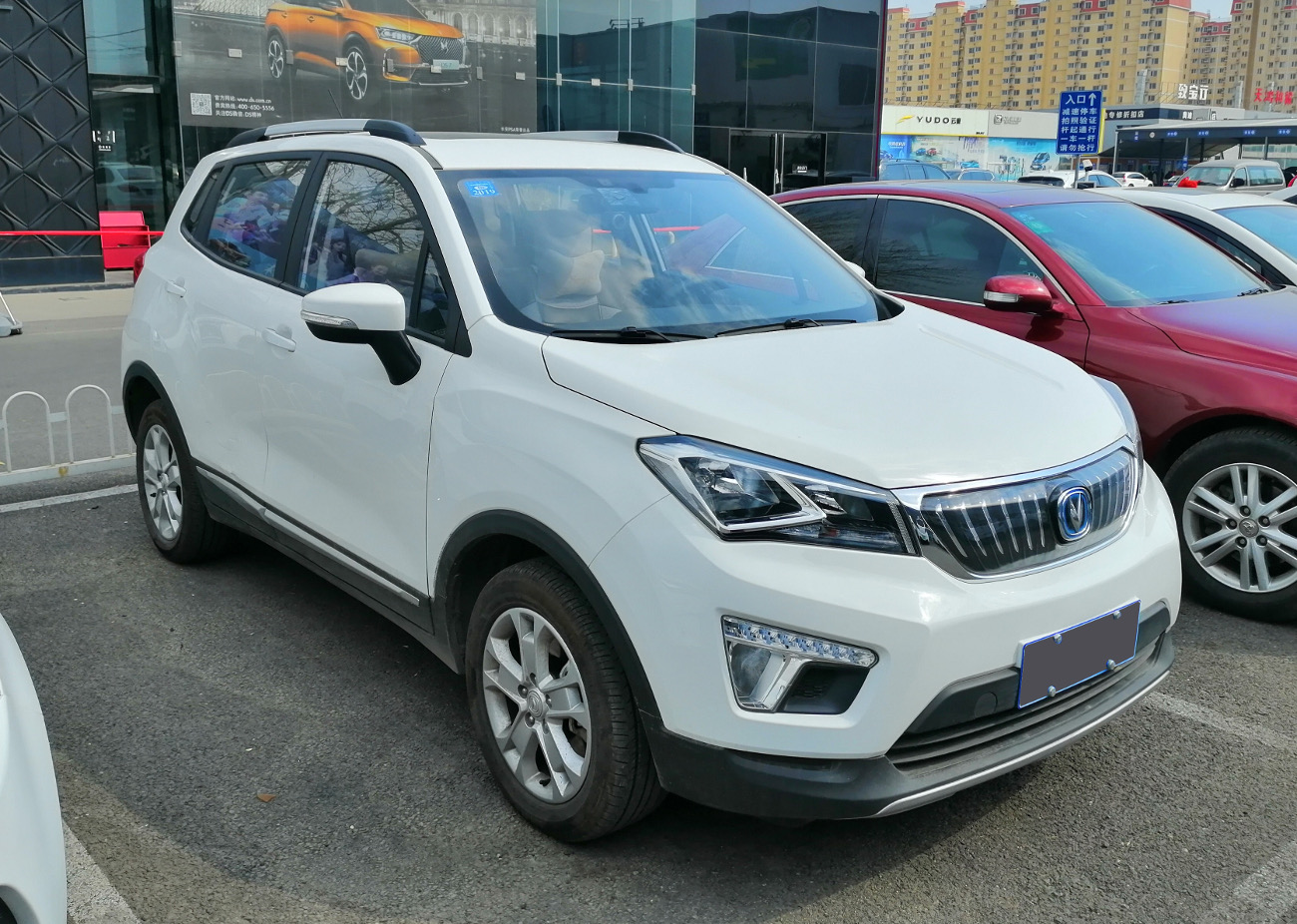
Chang'an CS15 EV

La Changan CS15EV è una versione elettrica basata sulla CS15. La vettura viene spinta da un motore elettrico che produce 75 CV e 170 Nm di coppia, con una velocità massima di 110 km/h e un'autonomia di circa 300 chilometri.

### Changan CS15 E-Pro

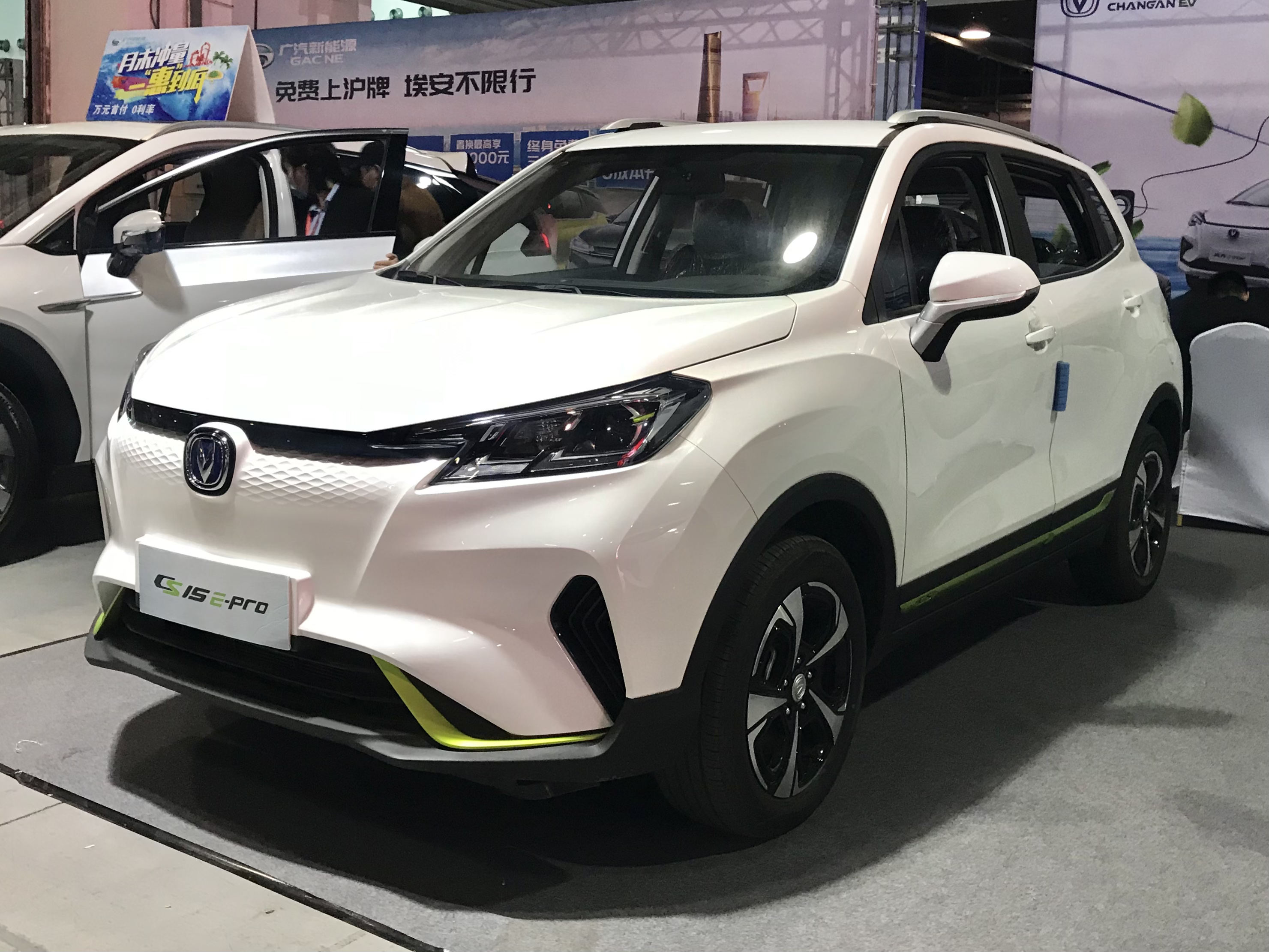
Changan CS15 E-Pro

Changan CS15 E-Pro è stata presentata alla World Intelligent Network Automotive Conference 2019 e alla 7ª China International New Energy and Intelligent Networking Automotive Exhibition (IEEVChina 2019). La vettura è basata sulla Changan CS15EV, ma si differenzia da quest'ultima per alcuni miglioramenti alle prestazioni, infatti è alimentato da un motore elettrico con potenza maggiore pari a 120 kW (160 CV), con la capacità della batteria incrementata a 48,3 kWh. La Changan CS15 E-Pro è stata ufficialmente lanciata sul mercato nel novembre 2019.